# Koursk
Pour les articles homonymes, voir Koursk (homonymie).
Koursk (en russe : Курск) est une ville de Russie et la capitale administrative de l'oblast de Koursk, près de la frontière ukrainienne. Sa population s'élevait à 443 212 habitants en 2016.

## Géographie
Koursk est située dans l’ouest de la Russie, sur les rives de la rivière Seïm, un affluent de la Desna, dans le bassin du Dniepr. Elle se trouve à 141 km au sud d'Orel, à 210 km au sud-est de Briansk, à 211 à l'ouest de Voronej et à 461 km au sud-sud-ouest de Moscou.

## Histoire
Koursk est la plus vieille ville de cette région, fondée vers l'an 1000. Elle fut détruite par les Tatars en 1238. Elle accéda au statut de capitale de province en 1797. Elle est aussi la capitale économique, culturelle et administrative de la région qui porte son nom : l'oblast de Koursk, région que l’on surnomme également la région des terres noires, le tchernoziom.

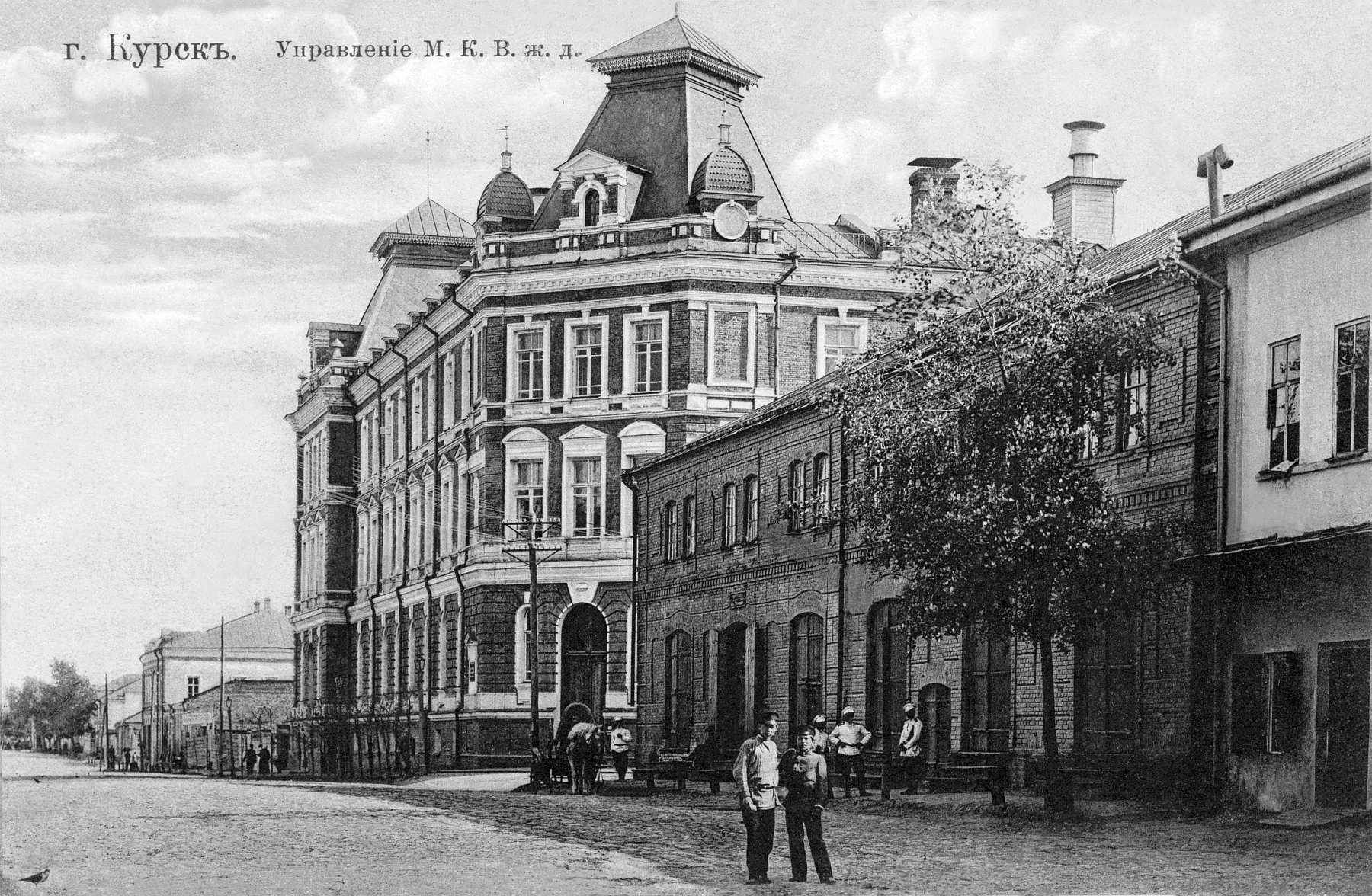
Le bâtiment servant pour Le chemin de fer Moscou-Kiev-Voronej.

Au cours de la Seconde Guerre mondiale, la ville est conquise par l'Allemagne nazie le 4 novembre 1941, puis reprise par les Soviétiques le 9 février 1943, après la défaite de l'Allemagne et de ses alliés à Stalingrad et le long du Don. Cependant la libération de la ville et de sa région a créé un saillant dans le front allemand à la suite du rétablissement de l'armée allemande au mois de mars 1943. Ce saillant est l'objet de l'offensive d'été allemande lancée le 5 juillet 1943, donnant lieu à la célèbre bataille de Koursk, théâtre de la plus grande bataille de chars de toute l'histoire. Les chars ne s'affrontèrent pas dans la ville même, les combats se déroulant au minimum à plus de 50 km au nord et au sud de Koursk, les Allemands n'ayant pu atteindre la ville comme ils le voulaient. Les Soviétiques remportèrent la victoire et purent ainsi lancer les opérations de libération de l'Union soviétique, l'armée allemande et ses alliés étant alors acculés à la défensive sur le front de l'Est.
Bien que le sous-marin russe Koursk qui a sombré en 2000 ait le même nom que la ville, la dénomination de celui-ci fait principalement référence à la bataille de Koursk.

## Politique et administration

### Statut
La ville a le statut de ville d'importance régionale au sein de son oblast.

### Résultats électoraux
| Scrutin          | 1er tour | 1er tour | 1er tour | 1er tour | 1er tour | 1er tour | 1er tour | 1er tour | 1er tour | 1er tour | 1er tour | 1er tour | 2d tour     | 2d tour     | 2d tour     | 2d tour     | 2d tour     | 2d tour     | 2d tour     | 2d tour     |
| Scrutin          | 1er      | 1er      | %        | 2e       | 2e       | %        | 3e       | 3e       | %        | 4e       | 4e       | %        | 1er         | %           | 2e          | %           | 3e          | %           | 4e          | %           |
| ---------------- | -------- | -------- | -------- | -------- | -------- | -------- | -------- | -------- | -------- | -------- | -------- | -------- | ----------- | ----------- | ----------- | ----------- | ----------- | ----------- | ----------- | ----------- |
| Municipales 2007 |          | ER       | 62,74    |          | KPRF     | 11,54    |          | SRZP     | 10,87    |          | LDPR     | 8,76     | Tour unique | Tour unique | Tour unique | Tour unique | Tour unique | Tour unique | Tour unique | Tour unique |
| Municipales 2012 |          | ER       | 47,51    |          | KPRF     | 21,66    |          | LDPR     | 11,5     |          | SRZP     | 9,86     | Tour unique | Tour unique | Tour unique | Tour unique | Tour unique | Tour unique | Tour unique | Tour unique |
| Municipales 2017 |          | ER       | 57,3     |          | LDPR     | 15,19    |          | KPRF     | 13,42    |          | SRZP     | 5,93     | Tour unique | Tour unique | Tour unique | Tour unique | Tour unique | Tour unique | Tour unique | Tour unique |
| Municipales 2022 |          | ER       | 54,4     |          | LDPR     | 13,13    |          | KPRF     | 9,93     |          | NL       | 6,24     | Tour unique | Tour unique | Tour unique | Tour unique | Tour unique | Tour unique | Tour unique | Tour unique |

## Population
Recensements (*) ou estimations de la population
| 1840   | 1863   | 1885   | 1897*  | 1914   | 1923*  | 1926*  |
| ------ | ------ | ------ | ------ | ------ | ------ | ------ |
| 30 469 | 28 565 | 49 657 | 75 721 | 87 800 | 84 537 | 98 780 |

| 1937*   | 1939*   | 1959*   | 1970*   | 1979*   | 1989*   | 2002*   |
| ------- | ------- | ------- | ------- | ------- | ------- | ------- |
| 104 667 | 119 977 | 204 712 | 284 162 | 375 345 | 424 239 | 412 442 |

| 2010*   | 2012    | 2013    | 2014    | 2015    | 2016    | - |
| ------- | ------- | ------- | ------- | ------- | ------- | - |
| 415 159 | 423 181 | 428 741 | 431 171 | 435 117 | 443 212 | - |

## Économie

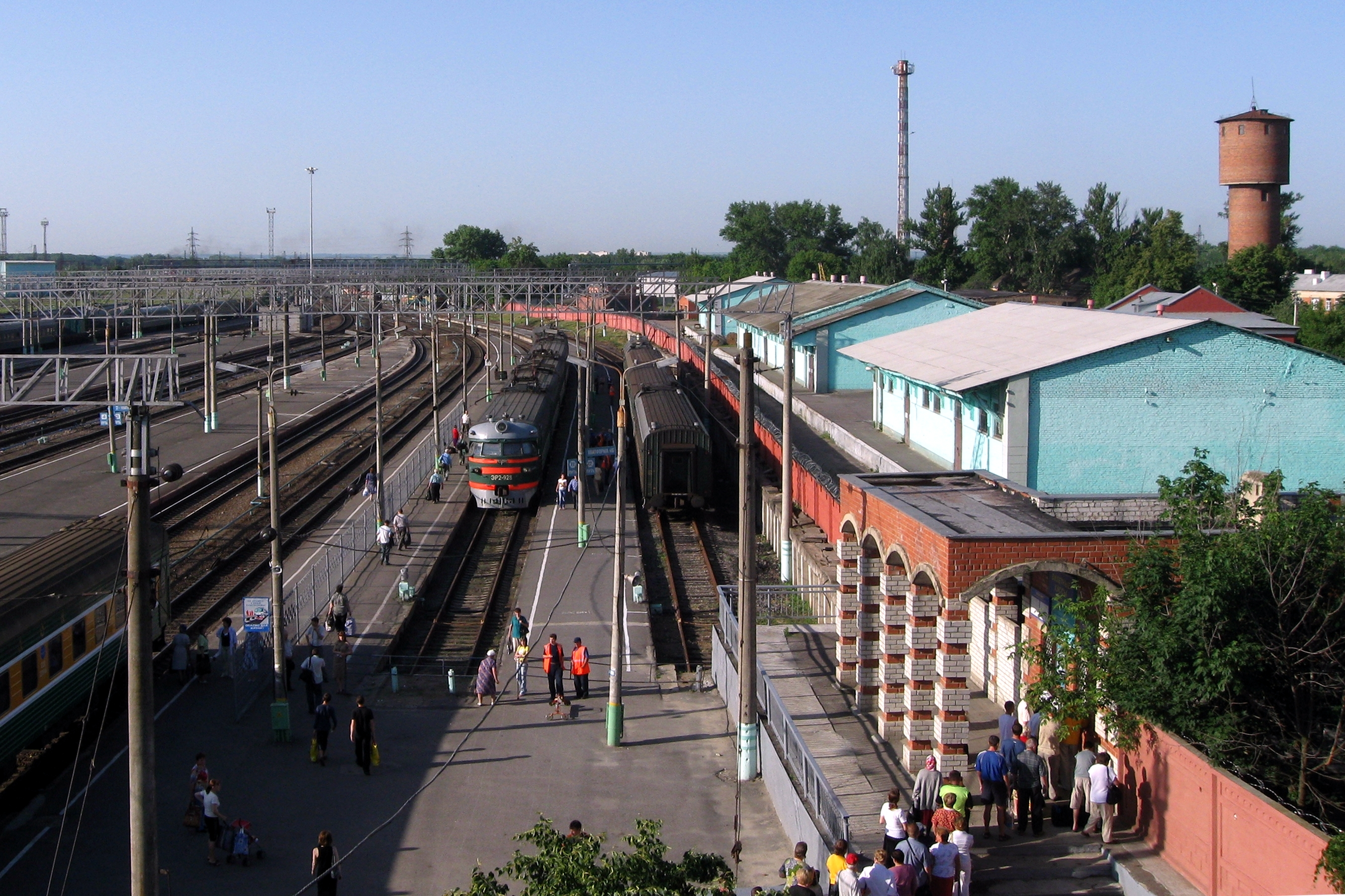
La gare principale.

Koursk possède des industries chimiques et textiles et constitue un important nœud ferroviaireavec sa Gare de Koursk et Rychkovo. À 40 km de Koursk se trouve la centrale nucléaire de Koursk, conçue de manière similaire à la centrale de Tchernobyl.

## En images

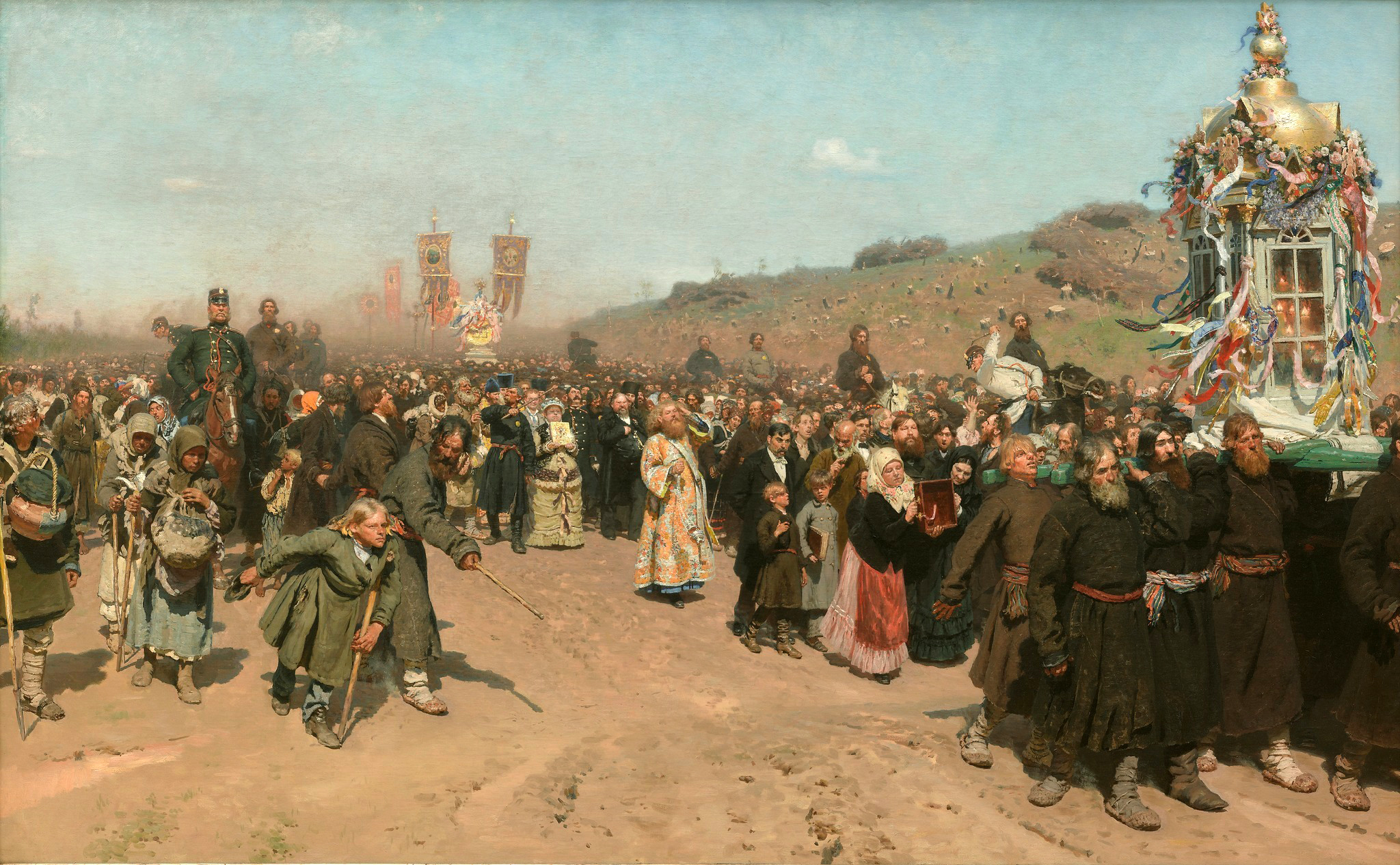
Ilya Répine, Procession religieuse dans la province de Koursk.
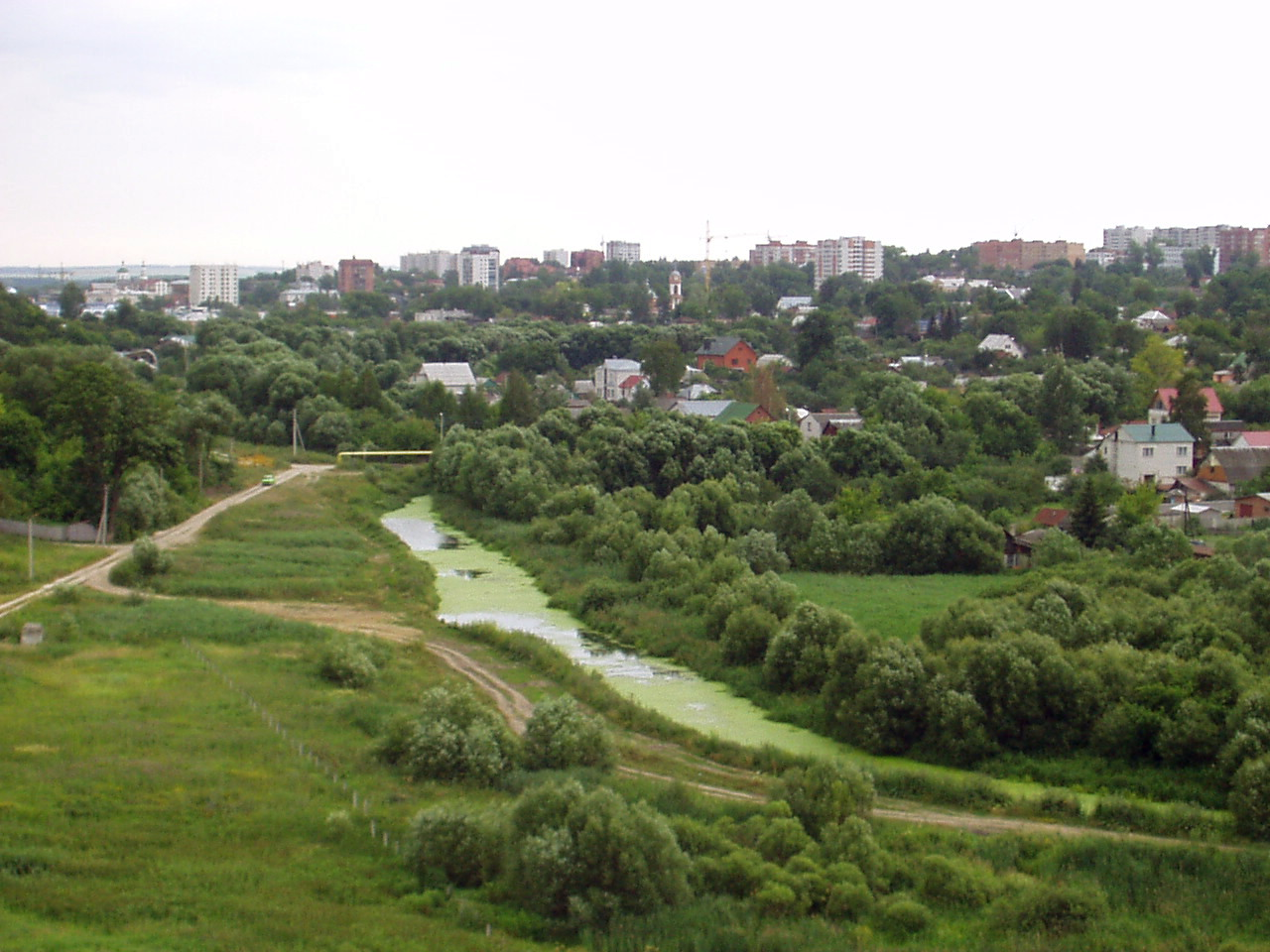
Vue de Koursk.
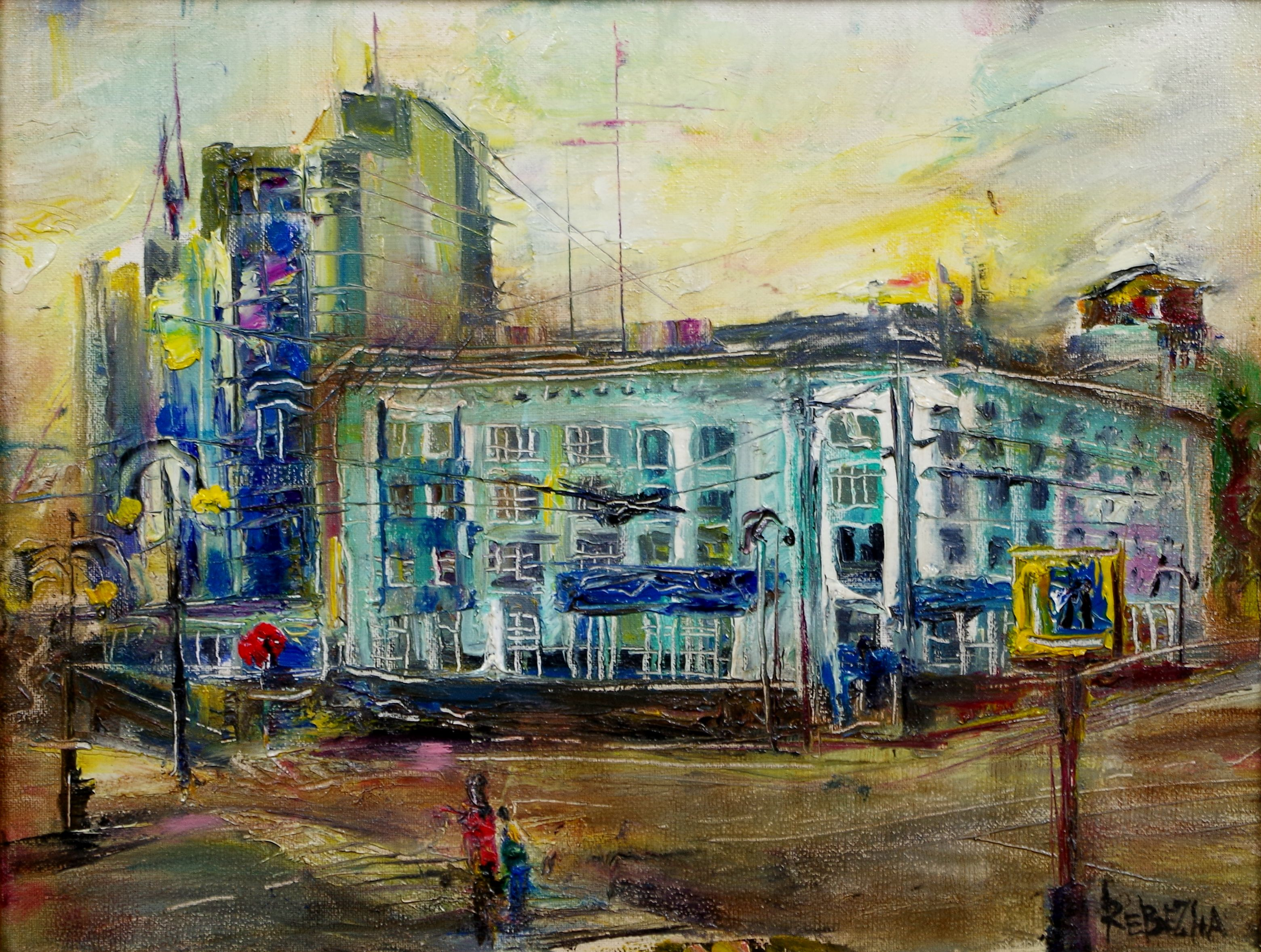
Place Rouge de Koursk, peinture contemporaine.
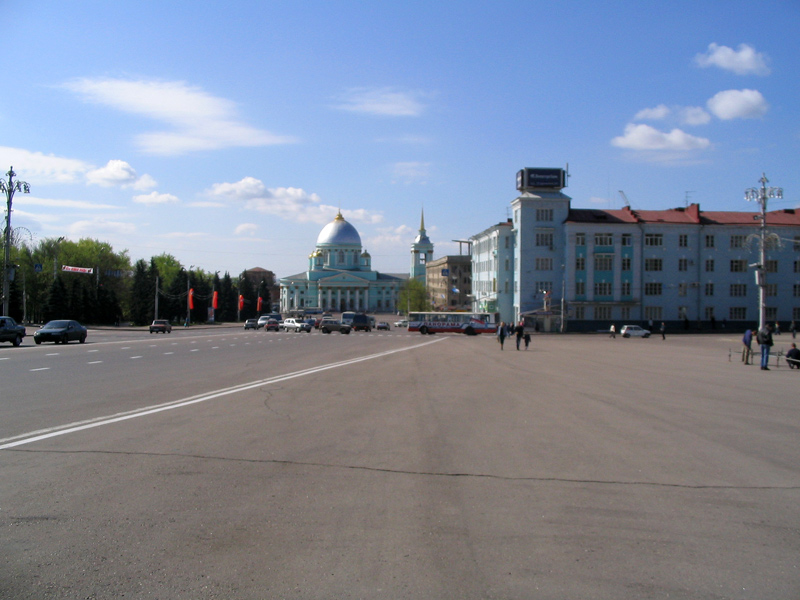
Centre de Koursk.
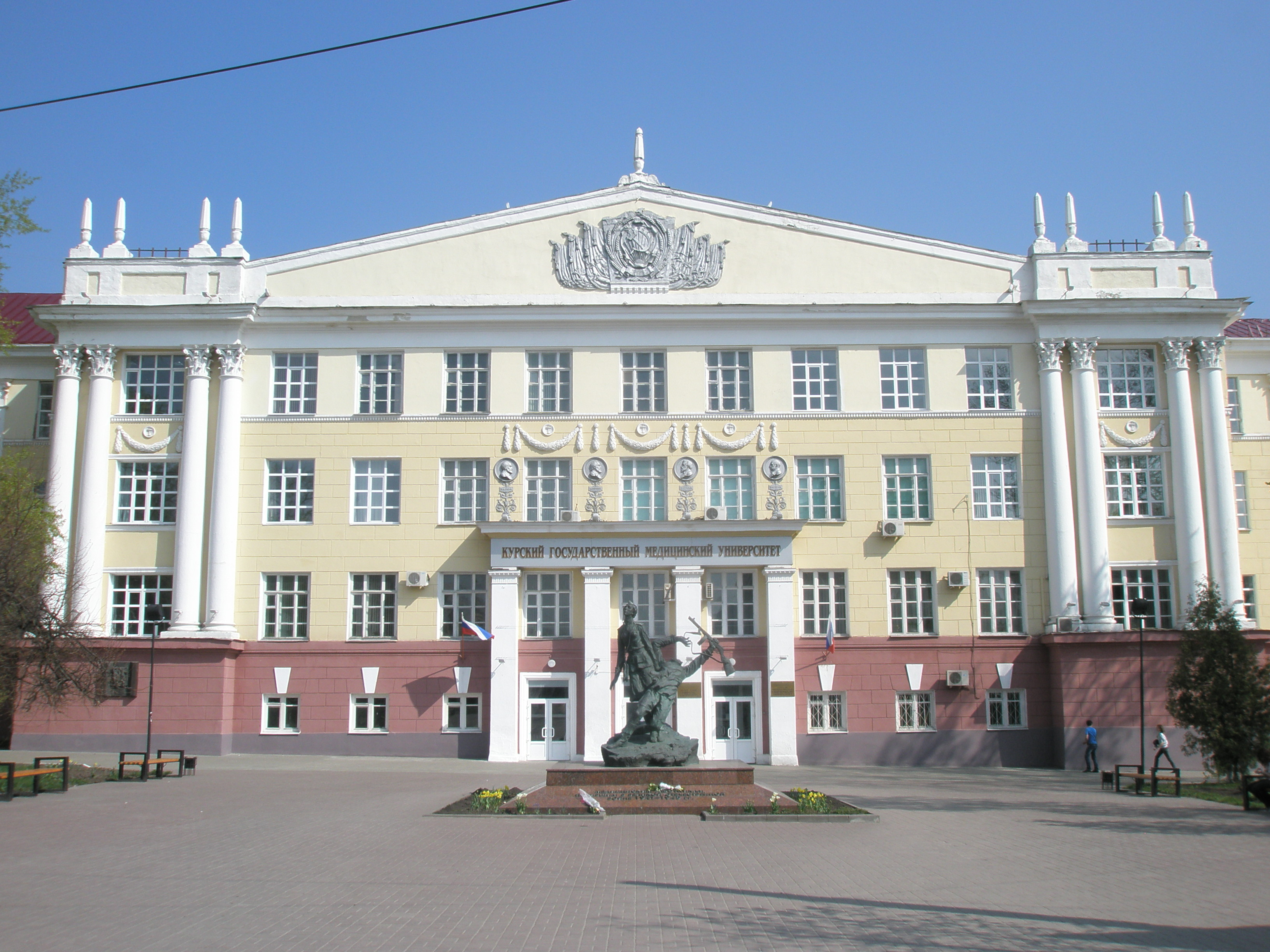
Façade de l'université d'État de médecine de Koursk

## Éducation
Koursk est également une ville universitaire : on y trouve une grande université d’État ainsi qu'une école polytechnique, l'académie agricole d'État de Koursk, l'université d'État de médecine de Koursk qui accueille plus de 30 % d'étudiants étrangers, un institut de management de l'économie et du business, un institut régional d'économie et finances, et un institut régional de sciences sociales.

## Religion
La ville de Koursk est à grande majorité orthodoxe, mais il existe également une paroisse catholique, la paroisse Notre-Dame-de-l'Assomption.
Le Monastère de la Mère-de-Dieu du Signe est le point de départ d'un pèlerinage annuel vers 
Ermitage Korennaïa à une vingtaine de kilomètres de la ville, durant lequel les fidèles y portent solennellement l'Icône de Notre-Dame du Signe de Koursk.

## Sport
La ville abrite le club de football de l'Avangard Koursk, qui évolue depuis 2017 en deuxième division russe.

## Jumelage
- Deux-Ponts (Allemagne)
- Spire (Allemagne) depuis 1989
- Witten (Allemagne) depuis 1990
- Niš (Serbie)
- Tczew (Pologne)

## Personnalités
- Alexeï Ivanovitch Borozdine, musicothérapeute
- Alexandre Deïneka (1899-1969), peintre et sculpteur
- Aleksandr Povetkin (°1979), champion olympique de boxe des super-lourds
- Nikita Khrouchtchev (1894-1971), homme politique soviétique, né à proximité, près de la frontière avec l'Ukraine à  Kalinovka.
- Janina Dłuska (1899-1932), peintre polonaise
- Kasimir Malevitch, peintre
- Ivan Pranishnikoff (1841-1909), peintre
- Alexandre Routskoï (°1947), homme politique
- Seraphin de Sarov (1759-1833), moine
- Gueorgui Sviridov (1915-1998), compositeur
- Valeri Tchaplyguine (°1952), champion olympique, coureur cycliste
- Sergueï Puskepalis (1966-2022), acteur
- Les jumelles Tolmatcheva (°1997), chanteuses